# Mara Romero Borella
Marachiara Romero Borella (Ponte dell'Olio, 3 de junio de 1986) es una artista marcial mixta italiana en la división de peso mosca en la Ultimate Fighting Championship.

## Primeros años
Borella enseñaba judo y era entrenadora personal antes de que un amigo la introdujera en las MMA, lo que dio comienzo a su carrera en este deporte. Es de origen italiano por parte paterna y hondureño por su madre.

## Carrera de artes marciales mixtas

### Primeros años
Borella comenzó su carrera profesional en 2014 y luchó principalmente en el circuito europeo. Borella se unió a Invicta Fighting Championships (Invicta) antes de firmar con la UFC en 2017.

### Invicta Fighting Championships
Borella se enfrentó a Milana Dudieva el 15 de julio de 2017 en el FC 24: Dudieva vs. Borella, y ganó la pelea por decisión dividida con el marcador de (30-27, 28-29 29-28).

### Ultimate Fighting Championship
Borella hizo su debut en la Ultimate Fighting Championship el 7 de octubre de 2017. Borella se enfrentó a Kalindra Faria en el UFC 216 en Las Vegas, en sustitución de Andrea Lee. Ganó la pelea por sumisión.
Borella se enfrentó después a Katlyn Chookagian el 27 de enero de 2018 en UFC on Fox 27. Perdió la pelea por decisión unánime.
Borella se enfrentó a Taila Santos el 2 de febrero de 2019 en UFC Fight Night: Assunção vs. Moraes 2. Ganó la pelea por decisión dividida.
Borella se enfrentó a Lauren Murphy el 3 de agosto de 2019 en UFC on ESPN 5. Perdió la pelea por TKO en el tercer asalto.
Borella se enfrentó a Montana De La Rosa el 15 de febrero de 2020 en UFC Fight Night 167. Perdió la pelea por decisión unánime.
Borella se enfrentó a Cortney Casey el 16 de mayo de 2020 en UFC on ESPN: Overeem vs. Harris. Perdió el combate en el primer asalto por sumisión mediante una armadura.
Se esperaba que Borella se enfrentara a la recién llegada a la promoción Miranda Maverick el 27 de junio de 2020 en UFC on ESPN: Poirier vs. Hooker. Sin embargo, Maverick se vio obligada a retirarse debido a una lesión. A su vez, Borella fue retirada de la tarjeta y será reprogramada para un evento futuro.
Borella se enfrentó a Mayra Bueno Silva el 5 de septiembre de 2020 en el UFC Fight Night 177. Perdió la pelea por sumisión en el primer asalto.
El 2 de octubre de 2020 se informó que Borella fue liberada por UFC.

### Carrera posterior a la UFC
Después de la liberación, Borella volvió a firmar con el Invicta FC y estaba programado para enfrentar a Brogan Walker-Sánchez en el Invicta FC 44 el 27 de agosto de 2021. Sin embargo, Borella se vio obligada a retirarse del combate por problemas de visado y fue sustituida por Emilee King.

## Controversia
Borella fue detenido por las autoridades italianas en el marco de la Operación Flanker por distribuir y vender cocaína y cannabis en recintos deportivos, una operación llevada a cabo por la Unidad de Investigación de los Carabinieri de Piacenza, en Emilia-Romaña y Lombardía. Pasó un periodo en prisión y posteriormente en arresto domiciliario por el incidente.
Borella también fue suspendida por la Agencia Nacional Antidopaje de Italia durante 15 años por distribuir y vender medicamentos prohibidos. La misma agencia añadió entonces una suspensión adicional de 11 años, para un total de 26 años, hasta 2044, por el uso de instalaciones deportivas italianas mientras cumplía una suspensión en virtud del artículo 4.12.3 del Código Antidopaje italiano. El 19 de octubre de 2018 se informó de que Borella era libre de competir en la UFC, ya que el programa antidopaje de la UFC de la Agencia Antidopaje de Estados Unidos (USADA) no considera que la actividad delictiva de Borella sea una violación, ya que no estaba relacionada con la mejora del rendimiento.

## Récord en artes marciales mixtas
| Resultado     | Récord   | Oponente           | Método                      | Evento                                     | Fecha                    | Ronda | Tiempo | Localización               |
| ------------- | -------- | ------------------ | --------------------------- | ------------------------------------------ | ------------------------ | ----- | ------ | -------------------------- |
| Derrota       | 12–9 (2) | Mayra Bueno Silva  | Sumisión (armbar)           | UFC Fight Night: Covington vs. Woodley     | 19 de septiembre de 2020 | 1     | 2:29   | Las Vegas                  |
| Derrota       | 12–8 (2) | Cortney Casey      | Sumisión (armbar)           | UFC on ESPN: Overeem vs. Harris            | 16 de mayo de 2020       | 1     | 3:36   | Jacksonville               |
| Derrota       | 12–7 (2) | Montana De La Rosa | Decisión (unánime)          | UFC Fight Night: Anderson vs. Błachowicz 2 | 15 de febrero de 2020    | 3     | 5:00   | Río Rancho                 |
| Derrota       | 12–6 (2) | Lauren Murphy      | TKO (rodilla y codazos)     | UFC on ESPN: Covington vs. Lawler          | 3 de agosto de 2019      | 3     | 1:46   | Newark                     |
| Victoria      | 12–5 (2) | Taila Santos       | Decisión (split)            | UFC Fight Night: Assunção vs. Moraes 2     | 2 de febrero de 2019     | 3     | 5:00   | Fortaleza                  |
| Derrota       | 11–5 (2) | Katlyn Chookagian  | TKO (golpes)                | UFC on Fox: Jacaré vs. Brunson 2           | 27 de enero de 2018      | 3     | 5:00   | Charlotte                  |
| Victoria      | 11–4 (2) | Kalindra Faria     | Sumisión (rear-naked choke) | UFC 216                                    | 7 de octubre de 2017     | 1     | 2:54   | Las Vegas                  |
| Victoria      | 10–4 (2) | Milana Dudieva     | Decisión (split)            | Invicta FC 24: Dudieva vs. Borella         | 15 de julio de 2017      | 3     | 5:00   | Kansas City                |
| Victoria      | 9–4 (2)  | Iren Racz          | Decisión (unánime)          | Mushin Fighting 3                          | 25 de febrero de 2017    | 3     | 5:00   | Nuvolera                   |
| Victoria      | 8–4 (2)  | Maria Casanova     | Sumisión (armbar)           | Kombat League: Colosseum 4                 | 26 de noviembre de 2016  | 2     | 2:34   | Sácer                      |
| No presentada | 7–4 (2)  | Lena Ovchynnikova  | No presentada               | WMMAF 2016                                 | 13 de mayo de 2016       | 3     | 5:00   | Leópolis                   |
| Victoria      | 7–4 (1)  | Suvi Salmimies     | Decisión (split)            | Cage 34                                    | 13 de febrero de 2016    | 3     | 5:00   | Helsinki                   |
| Victoria      | 6–4 (1)  | Lucrezia Ria       | Sumisión (armbar)           | Kombat League: Colosseum 3                 | 5 de diciembre de 2015   | 2     | 3:45   | Sácer                      |
| Derrota       | 5–4 (1)  | Jin Tang           | TKO (golpes)                | Kunlun Fight 33                            | 31 de octubre de 2015    | 1     | 4:35   | Changde                    |
| Derrota       | 5–3 (1)  | Stephanie Egger    | TKO (corner stoppage)       | Arena Fighting Games                       | 4 de octubre de 2015     | 1     | 5:00   | Milán                      |
| Derrota       | 5–2 (1)  | Anna Elmose        | KO (golpes)                 | UCL 23                                     | 23 de mayo de 2015       | 2     | 0:45   | Copenhague                 |
| Victoria      | 5–1 (1)  | Liubov Tiupina     | Sumisión (armbar)           | WMMAF 2015                                 | 17 de abril de 2015      | 1     | 1:40   | Leópolis                   |
| Victoria      | 4–1 (1)  | Katia Curro        | TKO (golpes)                | Shoot Fighting Championship 16             | 7 de marzo de 2015       | 1     | 4:18   | Mazzano                    |
| No presentada | 3–1 (1)  | Donatella Panu     | No presentada               | FIGMMA: Colosseum MMA in the Cage          | 6 de diciembre de 2014   | 1     | 4:00   | Sácer                      |
| Victoria      | 3–1      | Elena Bondarenko   | TKO (golpes)                | WMMAF 2014                                 | 18 de octubre de 2014    | 2     | 1:30   | Leópolis                   |
| Victoria      | 2–1      | Ileana Bianzeno    | Decisión (unánime)          | Kombat League: Cage Fight 14               | 13 de septiembre de 2014 | 3     | 5:00   | Venecia                    |
| Derrota       | 1–1      | Debi Studer        | Sumisión (guillotine choke) | Max Monster 2                              | 12 de abril de 2014      | 2     | NA     | Sempach                    |
| Victoria      | 1–0      | Sara Regini        | TKO (golpes)                | Shoot Fighting Championship 12             | 1 de marzo de 2014       | 1     | 1:33   | Castiglione delle Stiviere |

## Enlaces personales
- Esta obra contiene una traducción  derivada de «Mara Romero Borella» de Wikipedia en inglés, publicada por sus editores bajo la Licencia de documentación libre de GNU y la Licencia Creative Commons Atribución-CompartirIgual 4.0 Internacional.
- Mara Romero Borella en Facebook
- Mara Romero Borella en Instagram
- Mara Romero Borella en X (antes Twitter)

- Datos: Q47502997